# Preadivka, Țarîceanka
Preadivka (în ucraineană Прядівка) este o comună în raionul Țarîceanka, regiunea Dnipropetrovsk, Ucraina, formată numai din satul de reședință.

## Demografie
Componența lingvistică a satului Preadivka
     Ucraineană (95,21%)
     Rusă (3,95%)
     Alte limbi (0,21%)
Conform recensământului din 2001, majoritatea populației satului Preadivka era vorbitoare de ucraineană (95,21%), existând în minoritate și vorbitori de rusă (3,95%).